# ديف إكس
ديف إكس (بالإنجليزية: DivX)‏ هو اسم لمجموعة منتجات تابعة لـ DivX, Inc. (سابقا DivXNetworks, Inc.)، تشمل مرماز ديف إكس الذي حصل على شعبية واسعة نظرا لقدرته على ضغط مقاطع أفلام فيديو طويلة بملفات ذات حجم صغير مع الحفاظ على جودة عالية نسبيا. يستخدم مرماز الديف إكس أسلوب ضغط بيانات منقوص من نوع MPEG-4 Part 2 المعروف باسم MPEG-4 ASP الذي فيه تتم الموازنة بين الجودة وحجم الملف.
إن ديف إكس هو أحد المرمازات المستخدمة في عملية نقل الصوت والصورة إلى القرص الصلب ثم يتم تحويلها من مرماز إلى آخر. العديد من مشغلي الدي في دي الجديدة تستطيع عرض أفلام مرمّزة بالديف إكس.

## وصلات خارجية
- الموقع الرسمي